# Tecshong állomás
Tecshong (Daecheong) állomás a szöuli metró 3-as vonalának állomása Szöul Kangnam-ku (Gangnam-gu) kerületében.

## Viszonylatok
| 3-as vonal                                 | 3-as vonal | 3-as vonal                      |
| ------------------------------------------ | ---------- | ------------------------------- |
| Hangnjoul (Hangnyeoul) Tehva (Daehwa) felé | fő vonal   | Irvon (Irwon) Ogum (Ogeum) felé |